# Hugh Beaumont
Hugh Beaumont (Lawrence, 16 febbraio 1909 – Monaco di Baviera, 14 maggio 1982) è stato un attore statunitense.

## Biografia
Era nato a Lawrence, nel Kansas. Ha interpretato il ruolo di Ward Cleaver nella sitcom Il carissimo Billy, di cui ha anche scritto e diretto molti episodi.
Ritiratosi dalle scene alla fine degli anni '60, in seguito intraprese la professione di produttore di alberi di Natale a Grand Rapids, in Minnesota.
Morì d'infarto nel 1982 a Monaco di Baviera, dove era in visita da suo figlio.

## Filmografia

### Attore

#### Cinema
- Jack Pot (1940)
- Phantom Raiders, regia di Jacques Tourneur (1940)
- The Secret Seven, regia di James Moore (1940)
- Buyer Beware (1940)
- Soak the Old (1940)
- Good Bad Boys (1940)
- You, the People (1940)
- Respect the Law (1941)
- A Crime Does Not Pay Subject: 'Forbidden Passage' (1941)
- A sud di Panama (South of Panama) (1941)
- The Cowboy and the Blonde (1941)
- Sucker List (1941)
- Private Nurse (1941)
- Quella notte con te (Unfinished Business) (1941)
- Tre settimane d'amore (Week-End in Havana) (1941)
- Right to the Heart (1942)
- Canal Zone (1942)
- Verso le coste di Tripoli (To the Shores of Tripoli) (1942)
- The Wife Takes a Flyer (1942)
- Top Sergeant (1942)
- Flight Lieutenant (1942)
- L'isola della gloria (Wake Island) (1942)
- Northwest Rangers (1942)
- Keep 'Em Sailing (1942)
- Aquile sul Pacifico (Flight for Freedom) (1943)
- He Hired the Boss (1943)
- 19º stormo bombardieri (Bombardier) (1943)
- Mademoiselle Du Barry (Du Barry Was a Lady) (1943)
- Good Luck, Mr. Yates (1943)
- Mexican Spitfire's Blessed Event (1943)
- Il difensore di Manila (Salute to the Marines) (1943)
- Il passo del carnefice (The Fallen Sparrow) (1943)
- La settima vittima (The Seventh Victim) (1943)
- There's Something About a Soldier (1943)
- Prunes and Politics (1944)
- The Racket Man (1944)
- È fuggita una stella (Song of the Open Road) (1944)
- Mister Winkle va alla guerra (Mr. Winkle Goes to War) (1944)
- La settima croce (The Seventh Cross) (1944)
- I Love a Soldier (1944)
- Strange Affair (1944)
- They Live in Fear (1944)
- Sinceramente tua (Practically Yours) (1944)
- I'm a Civilian Here Myself (1945)
- Obiettivo Burma (Objective, Burma!) (1945)
- Sangue sul sole (Blood on the Sun) (1945)
- Contrattacco (Counter-Attack) (1945)
- The Lady Confesses (1945)
- The Blonde from Brooklyn (1945)
- Incontro nei cieli (You Came Along) (1945)
- Un'arma nella sua mano (A Gun in His Hand) (1945)
- Apology for Murder (1945)
- Murder Is My Business (1946)
- Johnny Comes Flying Home (1946)
- La dalia azzurra (The Blue Dahlia) (1946)
- Larceny in Her Heart (1946)
- Blonde for a Day (1946)
- La colpa di Janet Ames (The Guilt of Janet Ames) (1947)
- Three on a Ticket (1947)
- Too Many Winners (1947)
- Trasportato per ferrovia (Railroaded!) (1947)
- Bury Me Dead (1947)
- Reaching from Heaven (1948)
- Money Madness, regia di Peter Stewart (Sam Newfield) (1948)
- The Counterfeiters (1948)
- Tokio Joe (Tokyo Joe) (1949)
- A Date with Your Family (1950)
- Second Chance (1950)
- Il mistero del V3 (The Flying Missile) (1950)
- Obiettivo X (Target Unknown) (1951)
- L'assedio di Fort Point (The Last Outpost) (1951)
- Danger Zone (1951)
- Allo sbaraglio (Go for Broke!) (1951)
- Roaring City (1951)
- Pier 23 (1951)
- Home Town Story (1951)
- Savage Drums (1951)
- Mr. belvedere suona la campana (Mr. Belvedere Rings the Bell) (1951)
- Il continente scomparso (Lost Continent) (1951)
- Callaway Went Thataway (1951)
- Overland Telegraph (1951)
- Telefonata a tre mogli (Phone Call from a Stranger) (1952)
- Squilli al tramonto (Bugles in the Afternoon) (1952)
- Topkid eroe selvaggio (Wild Stallion) (1952)
- Washington Story (1952)
- Notte di perdizione (Night Without Sleep) (1952)
- Il membro del matrimonio (The Member of the Wedding) (1952)
- L'avventuriero della Luisiana (The Mississippi Gambler) (1953)
- Bombardamento alta quota (Hell's Horizon) (1955)
- Femmina ribelle (The Revolt of Mamie Stover) (1956)
- Nel tempio degli uomini talpa (The Mole People) (1956)
- Passaggio di notte (Night Passage) (1957)
- Agente spaziale K-1 (The Human Duplicators) (1965)

#### Televisione
- The Silver Theatre – serie TV, un episodio (1950)
- The Bigelow Theatre – serie TV, un episodio (1951)
- Squadra mobile (Racket Squad) – serie TV, 33 episodi (1952-1953)
- Missione pericolosa (Dangerous Assignment) – serie TV, 3 episodi (1952)
- Hopalong Cassidy – serie TV, un episodio (1952)
- The Ford Television Theatre – serie TV, 2 episodi (1953-1956)
- Schlitz Playhouse of Stars – serie TV, 3 episodi (1953-1956)
- Letter to Loretta – serie TV, 7 episodi (1953-1956)
- Il cavaliere solitario (The Lone Ranger) – serie TV, un episodio (1953)
- Adventures of Superman – serie TV, un episodio (1953)
- Topper – serie TV, episodio 1x06 (1953)
- The Public Defender – serie TV, 3 episodi (1954-1955)
- Cavalcade of America – serie TV, 3 episodi (1954-1956)
- Lux Video Theatre – serie TV, 2 episodi (1954-1956)
- Four Star Playhouse – serie TV, 4 episodi (1954-1956)
- City Detective – serie TV, un episodio (1954)
- Waterfront – serie TV, un episodio (1954)
- Fireside Theatre – serie TV, un episodio (1954)
- Studio 57 – serie TV, un episodio (1954)
- The Lineup – serie TV, un episodio (1954)
- Lassie – serie TV, 2 episodi (1955-1966)
- Climax! – serie TV, episodio 1x14 (1955)
- The Courtship of George Washington and Martha Custiss – film TV (1955)
- The Touch of Steel – film TV (1955)
- The Pepsi-Cola Playhouse – serie TV, un episodio (1955)
- Scienza e fantasia (Science Fiction Theatre) – serie TV, episodio 1x10 (1955)
- Crossroads – serie TV, episodio 1x04 (1955)
- Medic – serie TV, un episodio (1955)
- Frida (My Friend Flicka) – serie TV, episodi 1x01-1x17 (1955-1956)
- Celebrity Playhouse – serie TV, episodio 1x27 (1956)
- Matinee Theatre – serie TV, un episodio (1956)
- Alias Mike Hercules – serie TV, un episodio (1956)
- General Electric Summer Originals – serie TV, un episodio (1956)
- Il carissimo Billy (Leave It to Beaver) – serie TV, 234 episodi (1957-1963)
- Tales of Wells Fargo – serie TV, un episodio (1957)
- Meet McGraw – serie TV, un episodio (1957)
- Carovane verso il west (Wagon Train) – serie TV, un episodio (1964)
- Petticoat Junction – serie TV, 3 episodi (1966-1967)
- Il virginiano (The Virginian) – serie TV, 3 episodi (1966-1968)
- Mannix – serie TV, 3 episodi (1968-1970)
- Marcus Welby (Marcus Welby, M.D.) – serie TV, un episodio (1970)
- Medical Center – serie TV, un episodio (1970)
- The Most Deadly Game – serie TV, un episodio (1971)

### Regista
- Il carissimo Billy (Leave It to Beaver) – serie TV, 23 episodi (1960-1963)

### Sceneggiatore
- Letter to Loretta – serie TV, un episodio (1953)
- Il carissimo Billy (Leave It to Beaver) – serie TV, un episodio (1959)